# Marisol
『Marisol』（マリソル）は、集英社が発売している女性向けファッション雑誌である。2007年創刊で、発売日は毎月7日。

## 概要
2007年3月に、前年末に休刊となった「メイプル」の後継として「eclat」とともに誕生した。編集部員もほぼ全面的に同誌より引き継いでいる。
主にアラフォー世代の既婚女性をターゲットとし、ファッション、コスメなどを中心に、健康、ライフスタイル、芸能人・カルチャーなどに関する記事を掲載している。「LEE」とはターゲット層を同じくするが、クールシックなイメージで、生活感を強調したカジュアルなイメージの「LEE」とは趣がやや異なる。
2012年3月7日発売号より新装刊とされ、タイトル表記や一部連載記事が変更されている。初期のタイトルはすべて小文字で「marisol」とされていたが、新装刊を機に大文字始まりの「Marisol」に変更された。
ライバル誌は発売日が同じ「VERY」（光文社）など。
Marisol独自のキーワードとして「女っぷり」がある。公式サイトの「Marisol ONLINE」は、働くアラフォー女性の毎日が「おしゃれに」「もっと美しく」「もっと充実できるように」質の高いコンテンツを毎日配信している。人気特集は、40代女性に似合う最新ファッションコーデを毎日お届けしている「40代の明日のコーデ」。月間PV3980万、UU168万（2018年9月〜11月平均）とサイトアクセス数が好調で幅広いユーザーからの支持を得ている。さらに、公式通販サイト「SHOP Marisol」では、Marisolスタッフが厳選したアイテムが購入できる。

## 日本経済新聞との提携
2011年までは、「日本経済新聞」と提携して情報を発信し、表紙にも「NIKKEIと提携」と記載され、集英社と日経の両方に公式ウェブサイトを展開していた。

## 出演モデル
カバーモデル
- SHIHO

ファッション・ビューティ記事、コラムなど
- 小濱なつき
- 竹内友梨
- 竹下玲奈
- ヨンア
- RINA
- 渡辺佳子
- 阪井まどか

過去の登場モデル
- 石川亜沙美
- 板谷由夏
- 川原亜矢子
- 清原亜希
- 高垣麗子
- ブレンダ
- 知花くらら
- 樋場早紀
- 蛯原友里
- 五明祐子
- 佐田真由美